# Gottlieb Christian Henke
Gottlieb Christian Henke (1743 in Sellwitz bei Dresden – nach 1814) war ein deutscher Theaterschauspieler und Sänger.

## Leben
Henke begann 1768 seine theatralische Karriere, war zuerst bei Koch in Berlin engagiert und kam 1778 zu Ackermann und Schröder nach Hamburg, wo er als „Wenzeslaus“ im Hofmeister debütierte. 1786 wurde er von Pasquale Bondini nach Prag verpflichtet, wo er längere Zeit hervorragend künstlerisch wirkte.
Dann wurde er Mitglied des Dresdener Theaters und blieb auch an dieser Bühne, als diese zum Hoftheater erhoben worden war. Erst 1814 trat er in den Ruhestand.
Seine Leistungen im Lustspiel und bürgerlichem Schauspiel, in derben naturwüchsigen Rollen, wurden als hervorragend bezeichnet. In den „zärtlichen Vätern“ erwähnt eine Kritik aus dem Jahre 1783 „war sein Auge voll Gefühl und sein Ton glühend; im Effektvollen malte er den inneren fortnagenden Schmerz in Augen, Mienen, Gebärde bis zur Täuschung. Er hatte ein ganz eigenartiges Talent Geistliche zu spielen, von was für Farbe und Zuschnitt sie auch sein mochten“. Auch seine Bauern, sowohl im Schau- wie im Singspiel, fanden größte Anerkennung.
Verheiratet war der Künstler mit der Theaterschauspielerin Anna Christine Schick (1753–1827).